# خنجر بن ملحم الحرفوشي
الأمير خنجر بن ملحم الحرفوش البعلبكي الخزاعي، من أمراء الحرافشة الذين تولوا الحكم في بعلبك وشرقي البقاع اللبناني وحكموا ما يقارب من ثلاثة قرون ونصف من العام 1497م حتى 1865م.

## تعريف
هو الأمير خنجر بن ملحم الحرفوش الملقب ب أبو سبته، وإخوته الأميران سلمان بن ملحم الحرفوشي وأسعد بن ملحم الحرفوشي، وينتمي لعائلة آل حرفوش التي يعتبر تاريخها وأخبارها حافلة بالأحداث والنزاعات والثورات والحروب والخطوب التي لازمت مسيرتها طيلة القرون العديدة التي بقيت تلعب الدور المحوري والأساسي في مناطق نفوذها الممتدة من حماه حتى صفد، وتمارس تأثيراً مباشراً في ولايات حلب ودمشق وطرابلس.

## تسميته أميراً على لبنان
وقد ورد في كتاب الدكتور سعدون حمادة، تاريخ الشيعة في لبنان حول تسمية الأمير خنجر أميراً على لبنان الأتي «ويبدو أن الأمير خنجر كان معروف في الأوساط الأوروبية فقد اطلعت أثناء عملي في مجلس النواب الفرنسي على محاضر جلسات برلمانية يطلب فيها بعض النواب الفرنسيين من حكومتهم السعي إلى تسمية الأمير خنجر أميراً على البلاد»

## قتاله ضد حكم إبراهيم باشا المصري
«لعب الأمير خنجر الحرفوش دوراً بارزاً في غالب الأحداث السياسية الخطيرة التي عصفت بلبنان في أيامه، فابتدأ ظهوره بمشاركته في الثورة العامة على حكم إبراهيم باشا وتنقل بين مختلف نواحي بلاد الشام جامعاً الرجال للقتال وداعياً العموم للثورة على الحكم المصري فكان على رأس الثوار في كسروان حيث توجه إبراهيم محمد علي باشا بنفسه مع إثني عشر ألف جندي من المشاة لقتاله وأرسل الأمير خنجر رجالاً إلى جبل عامل لدعم الشيخ حسين الشبيب النصار عندما أعلن تمرده على الحكم المصري، وقاتل في بيروت وضواحيها في المكلس والمنصورية وبيت شباب ودير القلعة وجونية وغزير (لبنان) كما قاتل في البقاع والنبك والزبداني ودمشق ومرجعيون وبلاد بشارة وصفد ويافا»

## تعينه أميراً على بعلبك
بعد انسحاب إبراهيم باشا إلى بلاده عينت الدولة خنجر الحرفوش أميراً على بعلبك دون معارضة، وفي هذه الأثناء عاد الثائر الحرفوشي القديم وعدو المصريين الأمير أمين وولده قبلان من إسطنبول إلى بيروت ومعه أمراً شاهانياً بولاية بعلبك

## حصار زحلة
(فقرة فتنة 1841م من مقالة صاحب الغبطة البطريرك يوسف حبيش، حول دور الأمير خنجر في إسترجاع زحلة.)
أثار موقف خنجر في دفاعه عن زحلة إعجاب الكثيرين من الذين أرخوا هذا الحدث ومن المعاصرين له. يقول بازيلي قنصل روسيا في بيروت (1839- 1853) لو لم يدافع الأمير خنجر الحرفوشي عن شعاب زحلة ومداخلها لاجتاح الدروز كل لبنان. للمزيد أنظر صفحة صاحب الغبطة البطريرك مار يوسف بطرس حبيش بالويكيبيديا (آخر فقرة فتنة 1841م).

ويقول مؤرخ مسيحي معاصر لحصار زحلة:
«بالحقيقة إن للحرافشة الفضل ليس على زحلة فقط بل على كل النصرانية في لبنان لأنه لولا أنكسار الدروز في زحلة لكانوا أذلوا النصرانية لدرجة متناهية بعد فوزهم السابق على أهالي دير القمر»

حفط بعض المؤرخين النصارى للحرافشة جميلهم في صد الغزاة عن زحلة وإبعاد العسكر العثماني عن الدخول اليها بحجة المحافظة كما فعلوا بدير القمر ولكن بعضهم تعمد تجاهل هذا الواقع. فكل ما ذكره الشدياق عن الأمير خنجر أنه فر من زحلة بجماعته إلى الفرزل متأهباً للهرب إن ظفرت الدروز، دون أن يأتي على ذكر سقوط أميرين قتلى في المعركة هما يوسف ومنصور فضلا عن رجالهما الآخرين، ولم تفِ زحلة بتعهدها بأن تكون حمى للحرافشة فوشى بعض أهلها بالأمير سلمان بن ملحم الشهير إلى العثمانيين في 12 كانون الثاني 1859 م.

## في سبيل الحرية
إن نوايا الدولة العثمانية المزمنة بالتخلص من الأمراء الحرافشة وتسليم حكم بعلبك إلى متسلمين من أغواتها أدت إلى صدور فرمان سلطاني يقضي بتجزئة بلاد بعلبك إلى مقاطعات صغيرة على رأس كل منها أمير حرفوشي مما أوجب أسباباً إضافية للمشاحنات بينهم، فاستغلت الدولة هذا الواقع وتجاوزت الأمراء المتنازعين محمد ويوسف ابن حمد وخنجر، والغى السلطان حكم الحرافشة على بعلبك سنة 1850 م.
ثار الحرافشة ودخل الأمير محمد بعلبك وحكم بعلبك رغماً عن إرادة الدولة والتف حوله أقاربه وجموع أنصارهم وأعلنوا رفضهم للجباية والتجنيد الإجباري والتدخل المباشر للإدارة العثمانية في بلادهم وإتجهوا إلى دمشق.

أرسل القنصل العام الفرنسي في بيروت دو لسبارد تفريراً إلى وزير الخارجية الفيكونت دولاهيت بتاريخ 8 تشرين الثاني 1850 جاء فيه:

«في نفس الوقت الذي إنفجرت فيه الثورة في حلب ثار الحرافشة أمراء بعلبك والبقاع وقصدوا دمشق ولكنهم حوصروا في معلولا التي غالب سكانها من المسيحيين فإنهزموا والقي القبض عليهم، ونقلوا إلى دمشق فيما انصرف العسكر التركي كعادته إلى القتل والنهب»
«وصل الأمراء الحرافشة مقيدين إلى بيروت واقتيدوا على متن باخرة تركية مبحرة إلى القسطنطينية، قال أحدهم الأمير خنجر إنه ليس مذنباً وإنه يجب معاقبة من هو أعلى منه رتبة»

رغم كل النكبات استمرت مقاومة الحرافشة وقد هرب بعض المبعدين من كريت ومنهم أمير بعلبك محمد، ورفع الحرافشة كعادتهم لواء الثورة والتمرد من جديد وكان على رأسهم هذه المرة الأمير سلمان الحرفوش.

## علم إمارة آل حرفوش
كان للأمراء الحرفوشيون إمارة الطبلخانة من راية وطوخ وطبول وزمور فإذا مشوا تدق أمامهم الطبلتان وتتقدمهم رايتهم الحمراء ذات الخط الأخضر، والتي اشتهرت تحت مسمى الراية الحرفوشية.

## مواقع ذات صلة
وثيقة المير خنجر متسلم بعلبك - الدار السلطانية متصفح الوثائق العثمانية